# アーサー王と円卓の騎士たち (アルバム)
『アーサー王と円卓の騎士たち』（The Myths and Legends of King Arthur and the Knights of the Round Table）は、1975年に発表されたリック・ウェイクマンの3作目のアルバム。イエス脱退後の最初のアルバムである。

## 概要
『アーサー王物語』に基づいた作品で、オーケストラの導入など前作『地底探検』との関連性が感じられるとされている。前作に引き続いてウィル・マローンがオーケストラのための編曲を担当した。
LP盤には、ジャケットとほぼ同寸で、2ページのライナーノートを含んだ12ページの『アーサー王と円卓の騎士たち』の豪華ブックレットが添付された。
日本盤はキングレコード（1975年、LP、GP-230）、ポニーキャニオン（1988年、CD、D20Y4027）、ユニバーサル・インターナショナル（2003年、CD、UICY-9263）から発売されている。

### その後の『アーサー王と円卓の騎士たち』
アルバム発表後の1975年5月30日から6月1日まで、ロンドンのウェンブリー・エンパイア・プールに作られたスケートリンクで、本作の完全再演を中心としたアイス・ショーが開かれた。リンク中央には巨大な城を連想させるステージが建てられ、ウェイクマンを含んだ7人編成のバンド、ナレーター、オーケストラ、2つの合唱団が本作を再演し、氷上では国の内外から招待された一流のスケーターが舞った。3つのショーの入場券は完売して、観客は大いに熱狂した。このショーの模様は録画されて、日本でも同年12月21日にNHK総合テレビジョンの『ヤング・ミュージック・ショー』で放映された。2007年にはDVD『1975 Live at the Empire Pool King Arthur on Ice』が発売された。
「Arthur」の一部は1979年から1997年、及び2005年に英国放送協会（BBC）の選挙報道のテーマ曲として使用された。

### リマスター盤
2015年にCDのリマスター盤と、ハイレゾ音源や4ch音源を収録したDVDオーディオの2枚組セットが発売された。

### 『アーサー王と円卓の騎士たち 2016』
2016年には、再録音盤にして楽曲を増やした拡張版の『アーサー王と円卓の騎士たち 2016』（The Myths & Legends of King Arthur & The Knights of the Round Table 2016）が発売された。

## 収録曲
1. アーサー王 - "Arthur" – 7:26
2. 湖の妖精 - "Lady of the Lake" – 0:45
3. 王妃グィネヴィア - "Guinevere"  – 6:00
4. 湖の騎士ラーンスロットと黒騎士 - "Sir Lancelot and the Black Knight"– 5:21
5. 魔術師マーリン - "Merlin the Magician" – 8:51
6. 騎士ガラハド - "Sir Galahad" – 5:51
7. 最後の戦い - "The Last Battle" – 9:41

### 『アーサー王と円卓の騎士たち 2016』
※太字はオリジナル・レコーディング時と同じ楽曲
ディスク1
1. 序章 - "The Choice of King" – 0:11
2. アーサー王 - "King Arthur" – 7:30
3. 魔女モルガン - "Morgan Le Fay" – 7:20
4. 湖の妖精 - "Lady of the Lake" – 0:47
5. アーサーの女王 - "Arthur's Queen" – 0:36
6. 王妃グィネヴィア - "Guinevere" – 6:35
7. 湖の騎士ラーンスロットと黒騎士 - "Lancelot & The Black Knight" – 5:55
8. エレイン姫 - "Princess Elaine" – 6:39
9. 王都キャメロット - "Camelot" – 5:51

ディスク2
1. マーリンの王 - "The King of Merlins" – 0:44
2. 魔法の秘薬 - "A Wizard's Potion" – 0:36
3. 魔術師マーリン - "Merlin The Magician" – 7:38
4. 聖なる杯 - "The Chalice" – 0:48
5. 伝説の聖杯 - "The Holy Grail" – 6:05
6. 最上の騎士 - "The Best Knight" – 0:43
7. 闘争 - "The Contest" – 0:33
8. 騎士ガラハド - "Sir Galahad" – 5:13
9. 騎士パーシヴァル - "Percival The Knight" – 9:30
10. 聖剣エクスカリバー - "Excalibur" – 0:30
11. 最後の戦い - "The Last Battle" – 9:51

## パーソネル
| ミュージシャン - リック・ウェイクマン - シンセサイザー、キーボード、グランドピアノ - ゲイリー・ピックフォード＝ホプキンス - リード・ボーカル - アシュレー・ホルト - リード・ボーカル - ジェフリー・クランプトン - リード・ギター、アコースティックギター - ロジャー・ニューウェル - ベース - バーニー・ジェイムス - ドラム - ジョン・ホジソン - パーカッション - ニュー・ワールド・オーケストラ - デイヴィッド・ミーシャム - オーケストラ指揮者、合唱指揮者 - イングリッシュ・チェンバー・クワイア - ガイ・プロセロー - 合唱指揮者 - テリー・タプリン - ナレーション | プロダクション - リック・ウェイクマン – プロデュース - ポール・トレガーサ – エンジニア - ジェレミー・ステナム – アシスタント・エンジニア - デイヴィッド・カッツ – オーケストラ・コーディネーション - ウィル・マローン – オーケストラ・アレンジ - ファビオ・ニコリ – アート・ディレクション - ポール・メイ – アート・ディレクション、デザイン - ボブ・エルズデール – 写真 - ボブ・フォーク – イラスト - デイヴ・ボウヤー – イラスト - マンセル・コレクション – 彫刻 |

### 2016年版 パーソネル
| イングリッシュ・ロック・アンサンブル - リック・ウェイクマン - ピアノ、キーボード、合唱アレンジ（新曲） - アシュレー・ホルト - ボーカル - ヘイリー・サンダーソン - ボーカル - トニー・フェルナンデス - ドラム、パーカッション - マット・ペグ - ベース - デイヴ・コルクホーン - ギター、バンジョー | アディショナル・パーソネル - イアン・ラヴェンダー - ナレーション - オリオン管弦楽団 - イギリス室内合唱団 - ノッティンガム・フェスティバル男声合唱団 - ジョン・パリー - バス - ボブ・ハンター - バス - フレディ・ウィリアムズ - テノール - エリック・ゲシン - ハイテノール - ヴァル・ウィリアムズ - バリトン - アラン・グラント - バリトン - キャリー・ウィルソン - テノール - マイケル・パーン - テノール - ガイ・プロセロー - 管弦楽アレンジ（1975年の作品）、管弦楽アレンジ（新曲） - アン・マンリー - 管弦楽アレンジ（1975年の作品）、管弦楽アレンジ（新曲） - ウィル・マローン - 合唱アレンジ（1975年の作品） - ロジャー・ディーン - アートワーク、スケッチ、カバーレタリング |